# Christian Wernicke
Christian Wernicke, nemški pesnik in diplomat, * 1661, Elblag, Poljska, † 1725, København.
Njegov priimek se je pogosto pisal tudi kot Wernigke, Warneck ali Werneke. Wernicke je bil rojen v Elbingu (Elbląg) v poljski pokrajini Kraljevska Prusija. Po narejeni osnovni šoli v Elbingu in Thornu (Thorn), je Wernicke študiral filozofijo in poezijo pod vodstvom Daniela Georga Morhofa na Univerzi v Kielu Holsteinu. Leta 1696 se preseli v Hamburgin tam dela kot zasebni znanstvenik. Nato pa je tri leta delal na sodišču v Mecklenburgu in hodil na izobraževalna potovanja na Nizozemsko, v Francijo in Anglijo. Med letoma 1714 in 1723 pa je delal kot veleposlanik za danska sodišča.
Wernickov stil je bil jasen in utemeljen v nasprotju z njegovima sodobnikoma Christiana Hoffmanna von Hoffmannswaldaua in Christiana Heinricha Postela. Wernicke je bil odkrit sovražnik Christiana Friedricha Hunolda. Umrl je v Københavnu leta 1725.
Wernickovo satirično pisanje je ponovno odkrival Johann Jakob Bodmer, pohvalila pa sta ga tudi Gotthold Ephraim Lessing in Johann Gottfried Herder leta 1749.